# Leona Philippo
Leona Philippo (Toronto, 6 mei 1979) is een in Canada geboren Nederlandse singer-songwriter en actrice van Jamaicaanse komaf.

## Achtergrond
Philippo is dochter van een Canadese tienermoeder, wier moeder aangaf dat ze haar kind moest afstaan voor adoptie. Ze heeft Jamacainse voorouders.   
Daarop kwam Leona in een Nederlands gezin terecht dat haar op haar zesde jaar vanuit Toronto meenam naar Nederland en neerstreek in Oegstgeest, waar ze opgroeide. Al in haar Canadese periode zat ze achter de piano. Een opa en oom stimuleerden haar om verder gaan in de muziek, wat al serieuze trekjes kreeg in een schoolbandje op de middelbare school. Daar kon ze als 17-jarige zangles krijgen aan het Rotterdams Conservatorium. Grote voorbeeld voor wat betreft de zangkunst is Whitney Houston in haar succesperiode. Een andere stimulans was toch haar moeder. Ze wilde onbewust beroemd worden, zodat haar moeder haar wellicht op televisie zag. In 2005 zag ze haar moeder terug en ze hielden sindsdien contact.

## Loopbaan
Al tijdens haar opleiding werd ze in 1998 door haar platenmaatschappij voor twee maanden naar Hollywood, Los Angeles gestuurd om haar debuutalbum op te nemen. Ook stond ze samen met de R&B groep Sat-R-Day als supportact in het voorprogramma van Dru Hill in Ahoy. Na haar derde studiejaar besloot Philippo in 1999 het conservatorium te verlaten. Haar docent constateerde al dat ze liever op de podia stond, dan dat ze in de schoolbanken zat. Al snel werd ze door de Nits gevraagd om mee te toeren tijdens hun Wool Tour in 2000. Zo trad ze met de Nits op in Duitsland, Griekenland, Finland, Hongarije en Japan en stond zij met Arling & Cameron en Junkie XL in Tokio.
In 2001 speelde Philippo de hoofdrol Aida in de gelijknamige musical van Joop van den Ende. Verder was ze te zien in onder andere de theatershows Big, Black & Beautiful: A Tribute To The Girl Groups, A Tribute To The Blues Brothers, en als achtergrondzangeres bij onder anderen Trijntje Oosterhuis, Total Touch, Kane en Candy Dulfer. In 2008 deed Philippo een gastoptreden tijdens het Symphonica in Rosso-concert van Lionel Richie. In 2009 werd de single Shake Ya Tailfeather uitgeroepen tot Radio 501 Plaat voor je Hoofd. In 2011 was Philippo te zien in de theatershow A Tribute To Michael Jackson en The Songs From The Movie Sister Act. In 2012 speelde zij in de Nederlandse dramaserie Lijn 32, stond ze in de theaters met Stars For Planet Earth en was ze te zien in de film De groeten van Mike! Philippo is soms tafeldame bij De Wereld Draait Door.
Haar stem is te horen op onder andere de cd's: Wool (Nits), Music For Imaginary Films (Arling & Cameron), We Are A & C (Arling & Cameron), A Little Less Conversation (Elvis Presley vs. Junkie XL), Catch Up To My Step (Junkie XL, feat. Solomon Burke), The Weekend Is For You (Sat-R-Day), Was It Love (Oesters van Nam Kee (film)) (Edwin Jonker), Het Draagbare Huis (Henk Hofstede), Hi-Fi Underground (Arling & Cameron), I'd Like to Teach the World to Sing (Berget Lewis voor Coca Cola), Steal My Heart Away (Danny Vera van het album Ordinary Man), I & I (Beef van het album The Original) en haar eigen Top 20 hitsingle Zomer Op Je Radio/Summer On Your Radio.
In december 2012 werd Philippo de derde winnaar van het programma The voice of Holland.  In 2014 deed zij mee met het zesde seizoen van de De beste zangers van Nederland. In 2016 nam zij deel aan de dirigeerwedstrijd Maestro, een televisieprogramma van AVROTROS. Op 6 maart 2016 won zij in de finale van Daan Boom met uitvoeringen van filmmuziek uit de film E.T. van John Williams en de Vijfde Symfonie van Ludwig van Beethoven. Philippo gaf eerder aan door te willen met dirigeren.
In 2019 was Philippo te zien als een van de 100-koppige jury in het televisieprogramma All Together Now. In 2022 deed Philippo mee aan de kerstspecial van het televisieprogramma De Alleskunner VIPS waar ze als zevende eindigde. In 2022 was ze te zien in Dojo van Glen Faria, in 2023 in De Tatta's 2 van Jamel Aattache.

## Filmografie
| Jaar | Productie              | Rol            | Opmerkingen |
| ---- | ---------------------- | -------------- | ----------- |
| 2003 | Phileine zegt sorry    | Joanne         |             |
| 2005 | Johan                  | Hester         |             |
| 2006 | Wild Romance           | Bombita 2      |             |
| 2006 | Afdwalen               |                | korte film  |
| 2007 | Alles is Liefde        |                |             |
| 2008 | Ver van familie        | Filonia        |             |
| 2010 | De gelukkige huisvrouw |                |             |
| 2012 | De groeten van Mike!   | Laetitia Jurna |             |
| 2013 | De Smurfen 2           | Vexy           | stem        |
| 2023 | De Tatta's 2           | Ishana         |             |

| Jaar      | Productie               | Rol                | Opmerkingen                                  |
| --------- | ----------------------- | ------------------ | -------------------------------------------- |
| 2002      | Trauma 24/7             | "onbekend"         | Afl. "Onbekend"                              |
| 2004      | Grijpstra & De Gier     | Heleen Verhaai     | Afl. "De woongroep"                          |
| 2004-2005 | Het Glazen Huis         | Bibi Kruyswijk     | Vaste rol                                    |
| 2006      | Man & Paard             | Hulp               | Afl. "Beau Is Back!"                         |
| 2010      | Verborgen Gebreken      | Pien               | Afl. "Liefdesverdriet"                       |
| 2012      | Lijn 32                 | Zaida Pinedo       | Vaste rol                                    |
| 2012      | Top 2000 Quiz           | Deelneemster       |                                              |
| 2014      | Typisch Carlo & Irene   | Deelneemster       |                                              |
| 2014      | Planes: Fire & Rescue   | Dipper             | Alleen stem                                  |
| 2018      | Oh, wat een jaar!       | Muzikale gast      | Samen met Carolina Dijkhuizen en Gaia Aikman |
| 2020      | Scrooge Live            | Carol Singer       |                                              |
| 2021      | Vier handen op één buik | Deelneemster       |                                              |
| 2021      | Follow de SOA           | Floor Doesburg     |                                              |
| 2022      | De Alleskunner VIPS     | Deelneemster       |                                              |
| 2023      | Hockeyvaders            | Djamilla           | Vaste rol                                    |
| 2024      | Hein                    | Kelly de Vries     |                                              |
| 2025      | Elixer                  | Maroesja de Ruiter |                                              |
| 2025      | Bennie                  | Angel              |                                              |
| 2025      | Flikken Maastricht      | Shirley van Dijk   | Afl. "Onzichtbaar"                           |

## Theater
- Sinbad The Sailor
- Wind In The Willow
- Little Miss Muffet
- Aida
- Big, Black & Beautiful
- Mussen & Zwanen
- The Official Tribute To The Blues Brothers
- MC Shake
- Concert For Freedom
- Muzikale Helden
- Kings & Queens
- Tribute To Michael Jackson
- The Songs From Sister Act
- Stars For Planet Earth
- Kerst met een grote K (kerstshow van Karin Bloemen)
- The Christmas Show (2016)[9]

## Discografie

### Albums
| Album met eventuele hitnotering(en) in de Nederlandse Album Top 100 | Datum van verschijnen | Datum van binnenkomst | Hoogste positie | Aantal weken | Opmerkingen |
| ------------------------------------------------------------------- | --------------------- | --------------------- | --------------- | ------------ | ----------- |
| The official bootleg - Volume 1                                     | 2006                  | -                     |                 |              |             |
| Strut it!                                                           | 05-10-2009            | 10-10-2009            | 46              | 2            |             |
| Concert for freedom                                                 | 2010                  | -                     |                 |              | Livealbum   |

### Singles
| Single met eventuele hitnotering(en) in de Nederlandse Top 40 | Datum van verschijnen | Datum van binnenkomst | Hoogste positie | Aantal weken | Opmerkingen                                                |
| ------------------------------------------------------------- | --------------------- | --------------------- | --------------- | ------------ | ---------------------------------------------------------- |
| Zomer op je radio / Summer on your radio                      | 2002                  | 13-07-2002            | 29              | 4            | als Leona / Nr. 31 in de Single Top 100 / Alarmschijf      |
| I'd like to teach the world to sing                           | 2006                  | 20-05-2006            | tip9            | -            | als Leona / met Berget Lewis / Nr. 53 in de Single Top 100 |
| Mesmerized                                                    | 24-08-2012            | -                     |                 |              | Nr. 17 in de Single Top 100                                |
| I just want to make love to you                               | 09-11-2012            | -                     |                 |              | Nr. 23 in de Single Top 100                                |
| Livin' on a prayer                                            | 23-11-2012            | -                     |                 |              | Nr. 84 in de Single Top 100                                |
| Addicted to love                                              | 30-11-2012            | -                     |                 |              | Nr. 63 in de Single Top 100                                |
| Could you be loved                                            | 07-12-2012            | 22-12-2012            | 2               | 4            | Nr. 1 in de Single Top 100                                 |
| With a word                                                   | 2013                  | 08-06-2013            | tip13           | -            | Nr. 17 in de Single Top 100                                |

## Tracklist albums
- The Official Bootleg Volume 1 (2006)
  - Bad Perfume
  - Two Minutes
  - Fantasy
  - Untouchable
  - Platinum Lips
  - Aphrodisiac
  - Miracle
  - Strut It / Live in Amsterdam
  - Platinum Lips / Live in Amsterdam
  - Let Em Talk / Live in Amsterdam
- Strut It! (2009)
  - Dictionary Intro!
  - Strut It
  - Platinum Lips
  - Shake Ya Tail Feather
  - In Rapture
  - Exam Interlude
  - Stop On By
  - Miss Understood
  - Do It Too
  - Two Minutes
  - Wise Man Interlude
  - Water
  - Spending God With You
  - Clean Up Woman
  - Real Thing
  - The Part That Stays With You (For Ju Ju Bee)